# Lilliam Herrera
Lilliam Esperanza Herrera Moreno (Chinandega, 15 de noviembre de 1961) es una académica nicaragüense y titular del Ministerio de Educación de Nicaragua entre enero de 2022 a noviembre de 2023.

## Biografía
Herrera es licenciada en Ciencias de la Educación y maestra de educación primaria. Fue directora de la Biblioteca Municipal de Chinandega y delegada departamental del Ministerio de Educación hasta su nombramiento por el presidente Ortega como Ministra de Educación en 2022.